# ドナルドとグーフィーの炎熱旅行
『ドナルドとグーフィーの炎熱旅行』（ドナルドとグーフィーのえんねつりょこう、原題：Crazy with the Heat）は、ウォルト・ディズニー・プロダクション（現：ウォルト・ディズニー・カンパニー）が製作した1947年8月1日公開のアニメーション短編映画作品。ドナルドダック・シリーズの第71作、ドナルド&グーフィー・シリーズの第6作である。

## あらすじ
砂漠を車で横断していたドナルドとグーフィーであったが、途中でガス欠になり、グーフィーがガソリンを求めて歩くことになった。カンカン照りの砂漠で喉が乾いたドナルドとマイペースなグーフィーは蜃気楼に翻弄されていく。

## スタッフ
- 製作：ウォルト・ディズニー
- 監督：ボブ・カールソン
- 脚本：ラルフ・ライト、ビル・バーグ
- 音楽：オリバー・ウォレス
- 原画：フレッド・コピエッツ
- 背景：レイ・ハッフィン

## キャスト
| キャラクター   | 原語版               | 旧吹き替え版 | 新吹き替え版 |
| -------------- | -------------------- | ------------ | ------------ |
| ドナルドダック | クラレンス・ナッシュ | 関時男       | 山寺宏一     |
| グーフィー     | ピント・コルヴィグ   | 小山武宏     | 島香裕       |
| 店員           | ポール・フリーズ     | 吉水慶       | 辻親八       |
| ナレーター     | -                    | 江原正士     | -            |

## 日本での公開

### 収録
- 『ドナルドダック・クロニクル Vol.3 限定保存版』（DVD、ブエナ・ビスタ・ホーム・エンターテイメント、新吹き替え版）
- 「ゆかいな仲間たちハロードナルド」